# Gastralia

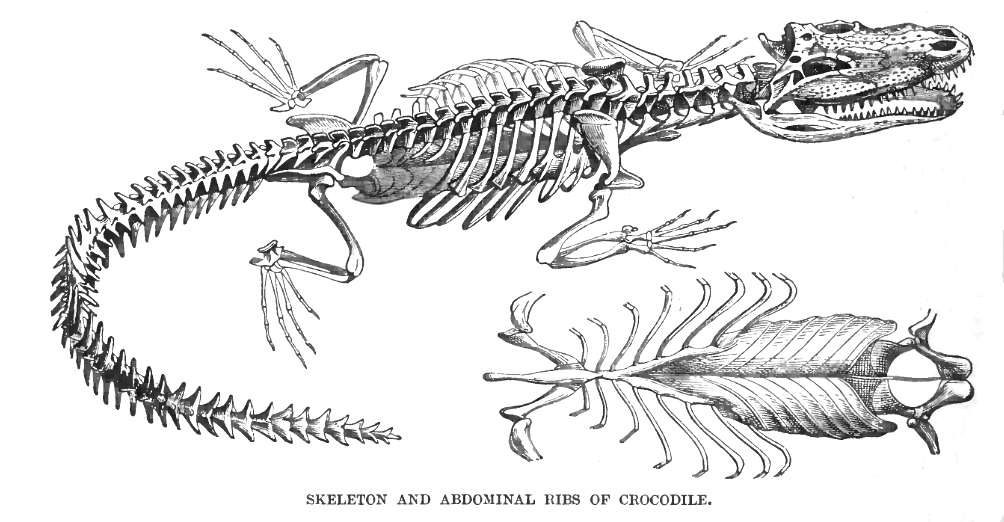
Nei coccodrilli le costole addominali sono modificate in gastralia.

I gastralia (al singolare gastralium) sono ossa dermiche presenti nella parte ventrale del corpo dei coccodrilli e dei tuatara.
Sono posizionati tra lo sterno e il bacino, e non si articolano con le vertebre. Nei rettili moderni, i gastralia forniscono il supporto per l'addome e rappresentano una zona d'inserzione per i muscoli addominali.
Queste ossa possono essere di origine ancestrale per i Tetrapodi e derivate da scaglie ventrali presenti in animali come i ripidisti, i temnospondili e Acanthostega; possono essere correlati agli elementi ventrali del plastron delle tartarughe. Elementi cartilaginei simili (ma non omologhi) si trovano nella parte ventrale del corpo delle lucertole e degli anfibi anuri. La terminologia per queste strutture è confusa; entrambi i tipi, insieme alle costole sternali (cartilagini costali ossificate), sono stati chiamati costole addominali, un termine che dovrebbe essere evitato.
I gastralia erano presenti in una varietà di animali estinti, tra cui dinosauri teropodi e prosauropodi, pterosauri, plesiosauri, coristoderi e alcuni pelicosauri basali. Nei dinosauri, gli elementi si articolano tra loro in una sorta di zig-zag lungo la linea mediana e possono essere stati di aiuto nella respirazione. Erano presenti in alcuni dinosauri ornitischi basali mentre sono andati perduti in alcuni sauropodi eusauropodi.
Recenti scoperte di come i gastralia erano collegati nei tirannosauri, hanno portato alla comprensione che la struttura di questi dinosauri era molto più robusta di quanto inizialmente ipotizzato.